# Obersee (Kißlegg)
Der Obersee ist ein Gewässer im Gebiet der baden-württembergischen Gemeinde Kißlegg im Landkreis Ravensburg in Deutschland.

## Lage
Der rund 25 Hektar (ha) große Obersee gehört naturräumlich zum Westallgäuer Hügelland. Es liegt nördlich der Ortsmitte auf einer Höhe von 642 m ü. NHN.

## Beschreibung
Der gegen Ende der Würmeiszeit vor 16.000 Jahren entstandene Obersee wird heute als Angelgewässer und Badesee mit Strandbad genutzt. Aufgrund seiner teils schlechten Wasserqualität wurde der See 1989 in das „Aktionsprogramm zur Sanierung oberschwäbischer Seen“ des Regierungspräsidiums Tübingen aufgenommen, dadurch konnte sich die Wasserqualität wieder auf ein „ausgezeichnet“ (2016) steigern.

## Hydrologie
Das Einzugsgebiet des Obersees beträgt 2445 ha. Bei einer Fläche von 25,3 ha und einer mittleren Tiefe von 6,9 m (max. Tiefe = 15,6 m) beträgt das Volumen des Sees rund 1.753.000 Kubikmeter.

Gespeist wird der See hauptsächlich von der Immenrieder Ach, der Abfluss erfolgt über den Zellersee und die Wolfegger Ach in die Schussen.

## Ökologie
| Jahr                                   | 1986 | 1992 | 1993 | 1998* | 2002 | 2006* | 2008 |
| -------------------------------------- | ---- | ---- | ---- | ----- | ---- | ----- | ---- |
| Gesamt PO4-Phosphor (µg/l)             | 150  | 118  | 113  | 103   | 137  | 80    | 96   |
| Chlorophyll a (µg/l)                   |      | 37   | 32   | 29    | 25   | 37    |      |
| Chlorophyll a-Spitze (µg/l)            |      | 155  | 83   | 79    | 75   | 126   |      |
| anorganischer Gesamt-Stickstoff (mg/l) | 1,33 |      |      |       | 1,26 | 1,59  | 1,11 |
| Sichttiefe (m)                         | 1,1  | 1,0  | 1,0  | 1,3   | 1,3  | 1,3   | 1,1  |
| * nur Oberflächenwasser                |      |      |      |       |      |       |      |

## Landschaftsschutzgebiet
Der Obersee ist Teil des 1979 ausgewiesenen Landschaftsschutzgebiets Rötsee. Es ist im Wesentlichen durch Hochmoore, Flachmoore, Seen, Weiher und sonstige Landschaftsformen der Eiszeiten geprägt und weist überdies einen reichen Wechsel zwischen Wiesen- und Ackerbauflächen und Wäldern auf. Durch die Unterschutzstellung soll der besondere Erholungswert der reizvollen naturnahen Landschaft für die Allgemeinheit erhalten und die natürliche Eigenart der durch die aufgezeigten landschaftsprägenden Elemente gekennzeichneten Landschaft bewahrt werden.